# Gerbergasse (Bozen)

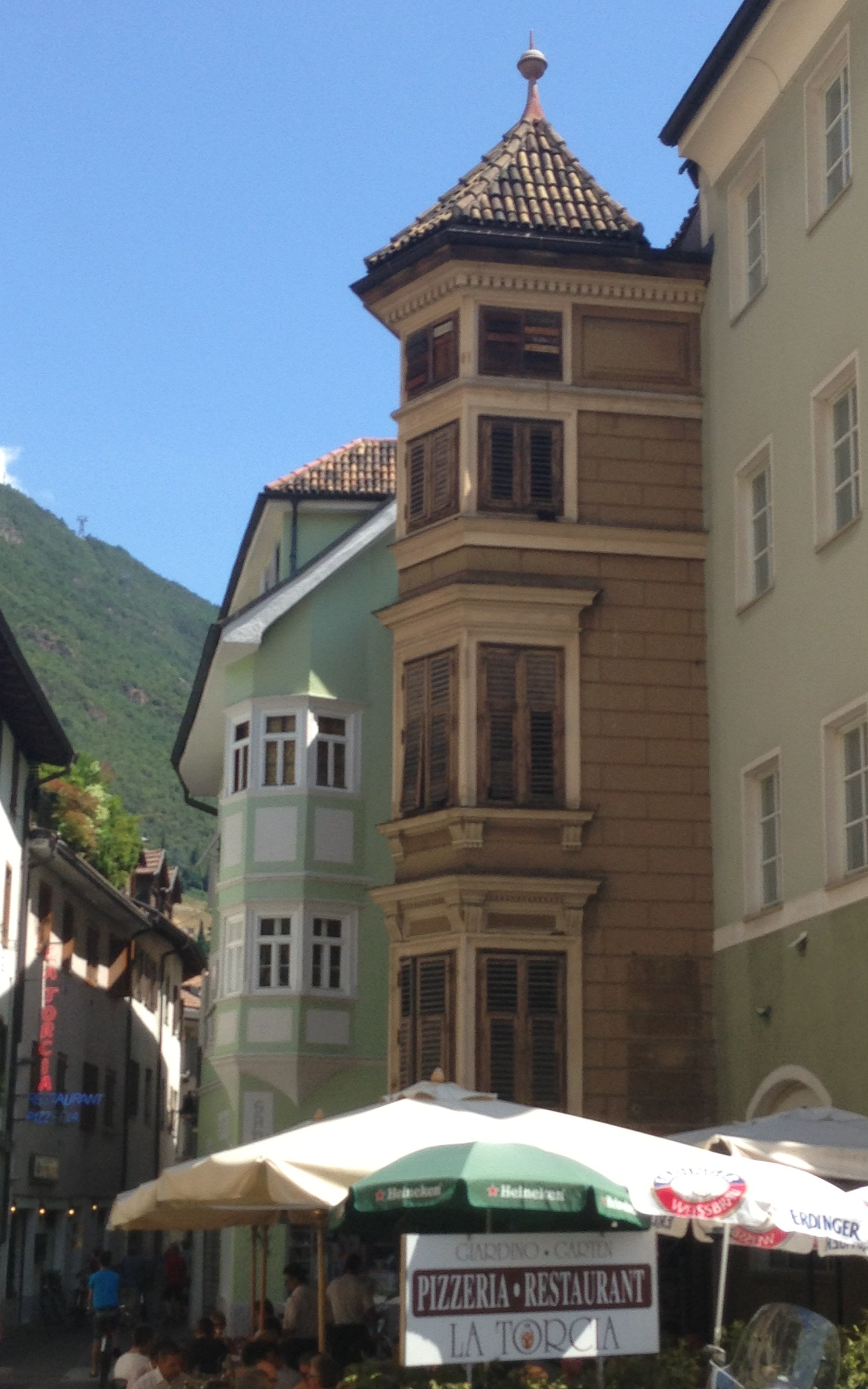
Westlicher Beginn der Gerbergasse in Bozen

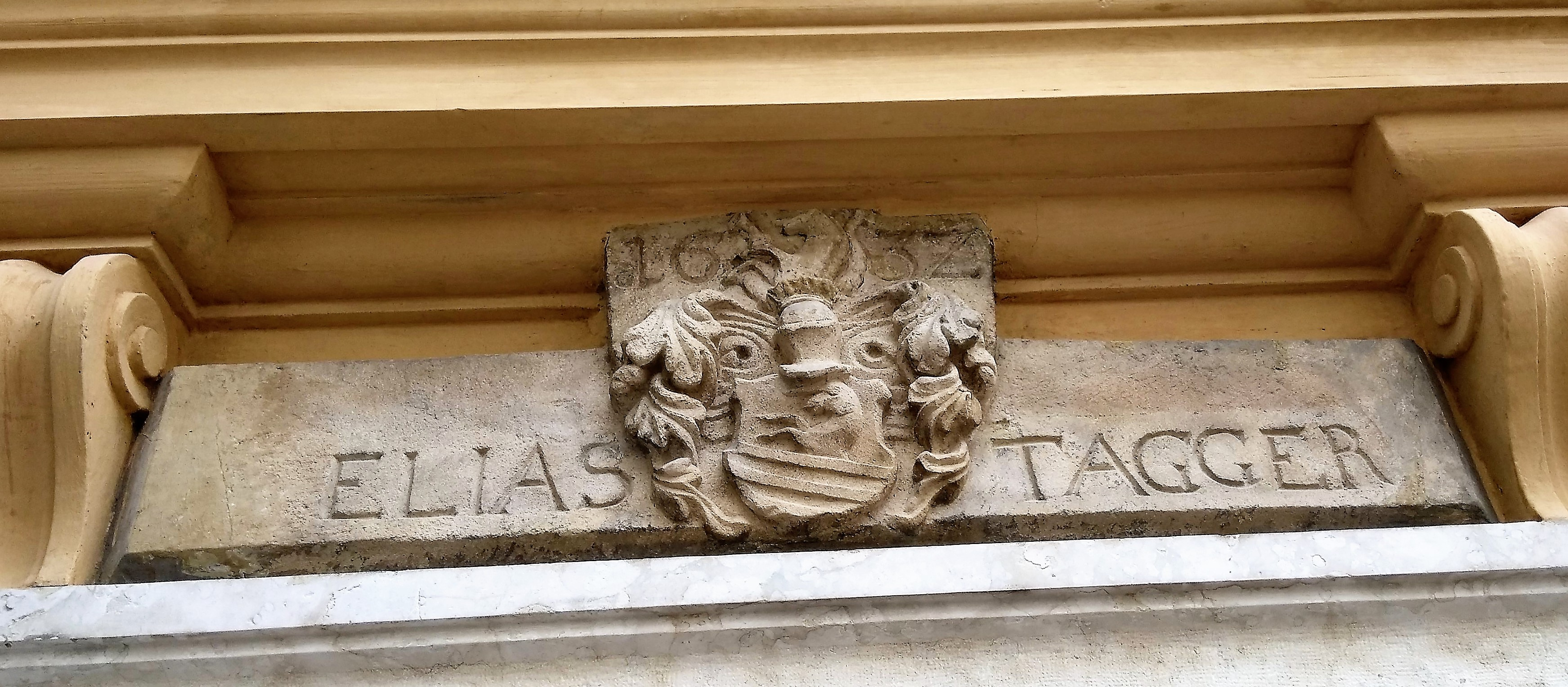
Türsturz am Gebäude Gerbergasse 10–14 mit Wappen und Inschrift „Elias Tagger 1632“

Die Gerbergasse (auch Gärbergasse; italienisch Via Conciapelli) ist eine Straße im altstädtischen Bereich der Südtiroler Landeshauptstadt Bozen. 
Der unregelmäßig verlaufende und verwinkelte Straßenzug setzt die Raingasse, ausgehend vom Friedl-Volgger-Platz, fort und verbindet diesen über die Piavestraße, in der die Gerbergasse aufgeht, mit dem Zwölfmalgreiner Platz (Zollstange).
So wie die Raingasse markierte auch die Gerbergasse den alten südlichen Abschluss des mittelalterlichen Stadtkerns von Bozen, der hier geländemäßig zu den Niederungen des Eisacks hin abfiel.
Der Name rührt von den hier früher ansässigen Gerbereien, die das Wasser der städtischen Mühlbäche, in der Regel linksseitige Ableitungen der Talfer, für die Ausübung ihres Gewerbes nutzten. Ein solcher Mühlbach ist noch in der von der Gerbergasse nördlich abzweigenden Mühlgasse als eingehauster Wasserlauf erhalten. Neben Handwerksbetrieben befanden sich in der zentral gelegenen Gasse auch alteingesessene Gasthäuser, darunter der Gasthof Garbislander, der erst zur Jahrtausendwende aufgelassen wurde.
Der älteste Name des Areals war Gurmental bzw. Wurmtal, vom Namen eines ehemaligen bischöflichen Küchenmeierhofs. Hier befand sich auch die untere städtische Badstube, die 1364 mit magister Johannes balneator de inferiori balneo de Bozano bezeugt ist und 1496 mit der Angabe des alten Rueßwurm hawsl peym Vntern pad örtlich näherhin bestimmt wird.
In der Zeit der nationalsozialistischen Besetzung Südtirols 1943–1945, als Bozen wiederholt zum Ziel teils massiver alliierter Luftangriffe wurde, sind mehrere Gebäude der Gerbergasse zerstört und erst nach und nach wieder aufgebaut worden.
Die Gerbergasse gehört zu Bozens Fußgängerzone.